# 30 minuts
30 minuts (en castellano, 30 minutos) es un programa informativo de la Televisión de Cataluña que se emite por TV3 todos los domingos por la noche, después del Telediario.
El programa empezó a emitirse en 1984 (entonces la emisión era los viernes entre las 21-21.30h) y desde entonces ha tratado, ininterrumpidamente, temas muy diversos (normalmente de actualidad) tanto de creación propia como documentales provenientes otros países.
El formato es siempre el mismo: empieza con una presentación, habitualmente del director Eduard Sanjuán (hasta noviembre de 2008 había sido el director Joan Salvat), y después se emite el documental. Cada martes se vuelve a emitir la pieza documental por el canal 3/24 a las 05:00h y el lunes a las 21:30h se emite el programa del domingo anterior.
El domingo 25 de octubre del 2009 se emitió el reportaje Abecé 30 minutos, como conmemoración del 25 aniversario del programa. Y el domingo 19 de octubre del 2014, el reportaje Éxodo, como conmemoración del 30 aniversario.

## Directores

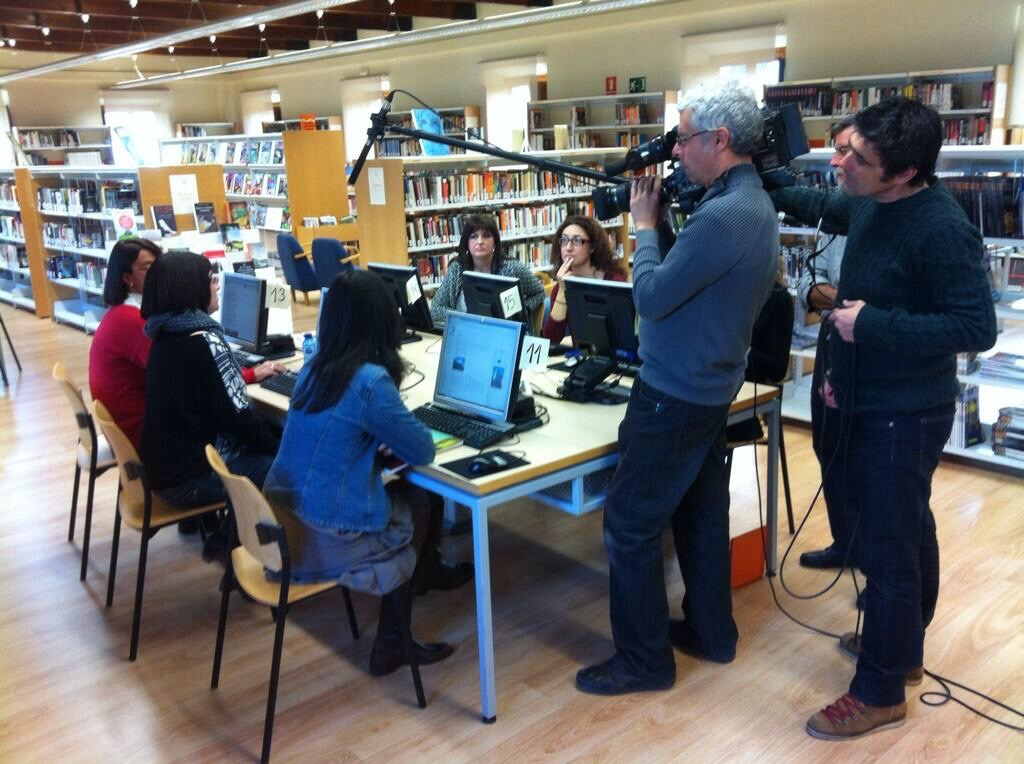
Periodistas en la Biblioteca de Roquetes grabando el programa.

- 1984 — 2008: Joan Salvat i Saladrigas
- 2008 — 2017: Eduard Sanjuán
- 2017 — actualidad: Carles Solà Serra

## Premios y reconocimientos
El programa y los documentales emitidos han recibido decenas de premios, entre los cuales destacan:
- 2014 - Premio Òmnium Cultural de Comunicación[5]
- 2009 - Premio Nacional de Comunicación[6]
- 2008 - Premio Ciutat de Barcelona
- 2005 - Premio Cecot
- 2004 - Medalla FAD (Fomento de las Artes y el Diseño)[7]